# Birch Hill Park
Birch Hill Park est un hameau situé dans la province d'Alberta, dans le centre.

## Démographie
En 2016 sa population était de 115 habitants.